# Reg Armstrong
 (avril 2022).
Si vous disposez d'ouvrages ou d'articles de référence ou si vous connaissez des sites web de qualité traitant du thème abordé ici, merci de compléter l'article en donnant les références utiles à sa vérifiabilité et en les liant à la section « Notes et références ».
Reginald Armstrong (Liverpool, 1er septembre 1928 - Brighton, 24 novembre 1979) est un coureur de moto professionnel irlandais. 

## Biographie
Il a couru pour les équipes de course d'usine AJS, Velocette, Norton, NSU et Gilera. 
Il est ensuite devenu chef d'équipe pour l'équipe de course de Honda en 1962 et 1963 : ils ont remporté cinq championnats du monde. 
Il a concouru pour les Championnats du monde de vitesse moto et pour le Tourist Trophy de l'île de Man, se classant généralement très bien[évasif]. Il est mort dans un accident de la route en 1979,,.